# Charles Thomas (baloncestista de 1986)
Charles Thomas (Jackson, Misisipi, 21 de enero de 1986) es un jugador de baloncesto estadounidense que pertenece a la plantilla de Regatas Corrientes de la Liga Nacional de Básquet de Argentina. Con 2,03 metros de estatura, juega en la posición de ala-pívot.

## Trayectoria deportiva
Jugó durante cuatro temporadas con los Razorbacks de la Universidad de Arkansas y tras no ser drafteado en 2008, se convertiría en un auténtico trotamundos del baloncesto mundial, donde jugaría en Uruguay, Bosnia y Herzegovina con quien ganó la liga de aquel país en las filas del Široki Eronet en 2009, Ucrania, Francia, Líbano, Bulgaria e Israel, entre otros.
En verano de 2017, se compromete por el Red October Cantú para la temporada 2017-18, tras realizar una gran temporada en Israel en las filas del Maccabi Rishon LeZion, donde sería seleccionado para jugar el All-stars de la Ligat Winner.
El 25 de agosto de 2021, firma por el Nantes Basket Hermine del Campeonato de Francia de Baloncesto Pro B.
El 27 de septiembre de 2022 firma por el Peñarol de la Liga Uruguaya de Básquetbol. Culminada la temporada, jugó para Brillantes del Zulia de la Superliga Profesional de Baloncesto de Venezuela, Reales de La Vega de la Liga Nacional de Baloncesto de la República Dominicana y Olimpia Kings de la Liga Nacional de Básquetbol de Paraguay, antes de retornar a Peñarol en octubre de 2023. Sin embargo dejó el club en enero de 2024, pasando a Regatas Corrientes de la Liga Nacional de Básquet de Argentina.
Tras jugar en Chile y Ecuador, regresó a Regatas Corrientes el 21 de octubre de 2024.